# Gil Dicelli
Gil Dicelli (Fortaleza, Ceará, 1976) é designer editorial e jornalista. Trabalha há 25 anos na redação do O Povo, jornal em circulação há mais tempo no Ceará, exercendo as funções de designer, subeditor e editor executivo do núcleo de design editorial. Em junho de 2019, assumiu a gerência geral do Lab, escritório de conteúdos e soluções da área de Comunicação e Negócios da empresa, cargo que exerceu até 2021 quando retornou à redação do jornal O POVO no cargo de Editor-chefe de Design (cargo que ocupa atualmente).
Possui cinco Prêmio ExxonMobil de Jornalismo (anteriormente conhecido como Prêmio Esso - o Oscar do jornalismo nacional), a mais importante distinção conferida a profissionais de imprensa no Brasil, todos na categoria Criação Gráfica Nacional - Jornal. Foi indicado como finalista outras três vezes. É um dos profissionais de design que mais vezes ganhou esse prêmio.
Em 2008, ganhou o Award of Excellence na categoria News Design/Page, prêmio concedido pela Society for News Design (SND), a mais importante instituição internacional de design de jornais. O prêmio é considerado o “Oscar” mundial da área. Em 2025, conquistou três Award of Excellece pela  Society for News Design (SND).
Em 2016, ganhou mais três prêmios internacionais, no 18º European Newspaper Award, na categoria "capa de jornal regional" e duas vezes na categoria "página de notícias", subcategoria "desastres naturais". Nesta última, foram premiados os cadernos especiais "À espera de Francisco" e "A seca que matou os peixes", veiculados no jornal O Povo, em maio e agosto de 2016, respectivamente.
Em 2018, criou o novo projeto gráfico do jornal O Povo, em comemoração aos 90 anos do periódico. O projeto figurou como finalista do prêmio internacional ÑH/SND-E, na categoria Publicações Melhor Desenhadas. A premiação é promovida pelo Capítulo Espanhol da Society for News Design e inclui na competição os jornais e revistas mais bem desenhados da Espanha, Portugal e América Latina.
Ainda em 2019, recebeu dois bronzes e uma prata no prêmio ÑH/SND-E, por capas do jornal O Povo, e outro bronze, pelo projeto gráfico do caderno especial "Novos Personagens da Orla", veiculado no mesmo periódico.
A edição de 2020 do prêmio ÑH/SND-E contou com o profissional no rol de jurados.
É o 126º jornalista mais premiado da história do país e o 24º do Nordeste segundo a edição 2020 do Ranking dos Mais Premiados Jornalistas Brasileiros, do Jornalistas&Cia / Portal dos Jornalistas.

## Carreira
Gil Dicelli graduou-se em Comunicação Social - Jornalismo pela Universidade Federal do Ceará (UFC), em 2000.
Desde o fim da graduação, focou sua carreira no jornalismo visual. Ingressou em 1999 como estagiário do núcleo de diagramação do jornal HOJE, do Grupo O Povo de Comunicação. No ano seguinte, com a extinção da publicação, o designer foi convidado a integrar a equipe de arte do jornal O Povo. Em 2003, tornou-se subeditor do setor. Em 2008, assumiu a chefia do núcleo de imagem (antigo núcleo de arte), tornando-se editor executivo, cargo que ficou até maio de 2019.  Em junho de 2019, assume a gerência geral do Labeta, escritório de conteúdos e soluções da área de Comunicação e Negócios da empresa.
Entre 2005 e 2010, o designer integrou a equipe de Comunicação institucional da Prefeitura de Fortaleza, exercendo o cargo de assessor em comunicação visual.
Na área da educação, ministrou disciplinas e módulos de design editorial, criatividade e criação visual em cursos de graduação e pós-graduação na Faculdade 7 de Setembro (Fa7) e na Faculdade Fanor.
Atua como palestrante em eventos e cursos da área de comunicação, como o workshop internacional "Jornais Diários - Projetos Gráficos do Século 21” (Associação Nacional de Jornais - São Paulo, 2006); Seminário de Cultura e Mídia da UFC (Fortaleza, 2011); Semana de Comunicação da Fa7 (Fortaleza, 2014); 10º Congresso Internacional de Jornalismo Investigativo (Associação Brasileira de Jornalismo Investigativo - São Paulo, 2015); I Ciclo Internacional Práxis no Jornalismo (UFC - Fortaleza, 2015); na pós-graduação de Design Gráfico e Digital da Universidade de Fortaleza (Unifor, 2016), entre outros.

## Projetos autorais
Além do aspecto técnico gráfico-editorial, as peças de Gil Dicelli, em especial as premiadas, destacam-se por apresentar uma estética com viés temático regionalista, ora flertando com o tradicional, ora convergindo com elementos culturais contemporâneos, revelando o que se pode classificar academicamente como manifestações de uma antropologia visual ou da imagem.
Nos cadernos especiais que desenha, chama a atenção também o espaço em que o designer apresenta, textualmente, um editorial gráfico, que é uma espécie de “defesa de criação”, no qual o profissional revela as influências e as referências que buscou para desenvolver o projeto.

## Prêmios
| ano  | prêmio                                                               | peça                                                                                            | categoria                                                                 | resultado      |
| ---- | -------------------------------------------------------------------- | ----------------------------------------------------------------------------------------------- | ------------------------------------------------------------------------- | -------------- |
| 2002 | Esso de Jornalismo                                                   | Patativa Voou...                                                                                | Criação Gráfica Nacional/Jornal                                           | vencedor       |
| 2003 | Esso de Jornalismo                                                   | Reforma de Lula promete mudar o País                                                            | Especial de Primeira Página                                               | finalista      |
| 2005 | Esso de Jornalismo                                                   | Amém Karol Wojtyla                                                                              | Criação Gráfica Nacional/Jornal                                           | vencedor       |
| 2008 | Award of Excellence - Society for News Design (SND)                  | Rumo ao futuro - Salto no Presente                                                              | News Design/Page                                                          | vencedor       |
| 2010 | Esso de Jornalismo                                                   | Inquisição - No rastro dos amaldiçoados                                                         | Criação Gráfica Nacional/Jornal                                           | vencedor       |
| 2012 | Esso de Jornalismo                                                   | Expedição Cocó: Mil Dias na Floresta                                                            | Criação Gráfica Nacional/Jornal                                           | finalista      |
| 2012 | Jornalistas&Cia/HSBC de Imprensa e Sustentabilidade                  | Expedição Cocó: Mil Dias na Floresta                                                            | Imagem/Criação Gráfica                                                    | finalista      |
| 2013 | Jornalistas&Cia/HSBC de Imprensa e Sustentabilidade                  | Planeta Seca                                                                                    | Imagem/Criação Gráfica                                                    | vencedor       |
| 2013 | ExxonMobil de Jornalismo                                             | Planeta Seca                                                                                    | Criação Gráfica Nacional/Jornal                                           | vencedor       |
| 2014 | ExxonMobil de Jornalismo                                             | Sertão a Ferro e Fogo                                                                           | Criação Gráfica Nacional/Jornal                                           | vencedor       |
| 2015 | ExxonMobil de Jornalismo                                             | Operação Papagaio - Dois anos com os traficantes                                                | Criação Gráfica Nacional/Jornal                                           | finalista      |
| 2016 | European Newspaper Award                                             | 'Lava Jato: nova fase atinge Cunha, PMDB e políticos cearenses' e 'Impeachment passa na Câmara' | Cover and Coverstory/ Local Newspaper                                     | vencedor       |
| 2016 | European Newspaper Award                                             | À espera de Francisco - A peleja da água                                                        | News Pages/ Natural Disasters                                             | vencedor       |
| 2016 | European Newspaper Award                                             | A seca que matou os peixes                                                                      | News Pages/ Natural Disasters                                             | vencedor       |
| 2017 | Banco do Nordeste de Jornalismo em Desenvolvimento Regional          | Como será a transposição                                                                        | Regional I / Infografia                                                   | vencedor       |
| 2017 | Excelencia Periodística / Sociedade Interamericana de Imprensa (SIP) | À espera de Francisco - A peleja da água                                                        | Periodismo sobre medio ambiente                                           | menção honrosa |
| 2018 | ÑH / Society for News Design - Capítulo Español (SND-E)              | Capa do Jornal O Povo - 'Pressionado'                                                           | Diarios y Semanarios / Portadas                                           | bronze         |
| 2018 | ÑH / Society for News Design - Capítulo Español (SND-E)              | Capa do Jornal O Povo - 'O que mudou depois da chuva'                                           | Diarios y Semanarios / Portadas                                           | bronze         |
| 2018 | ÑH / Society for News Design - Capítulo Español (SND-E)              | Novo Projeto Gráfico do Jornal O Povo                                                           | Publicaciones Mejor Diseñadas / Diarios y Semanarios Locales y Regionales | finalista      |
| 2019 | Banco do Nordeste de Jornalismo em Desenvolvimento Regional          | Semiárido das Nascentes                                                                         | Nacional / Texto                                                          | vencedor       |
| 2019 | ÑH / Society for News Design - Capítulo Español (SND-E)              | Capa do Jornal O Povo - 'Disputa pelo Legislativo. A Eleição que ninguém vê'                    | Diarios y Semanarios / Portadas                                           | prata          |
| 2019 | ÑH / Society for News Design - Capítulo Español (SND-E)              | Capa do Jornal O Povo - 'O novembro mais chuvoso em 38 anos'                                    | Diarios y Semanarios / Portadas                                           | bronze         |
| 2019 | ÑH / Society for News Design - Capítulo Español (SND-E)              | Capa do Jornal O Povo - 'Brumadinho. A tragédia se repete'                                      | Diarios y Semanarios / Portadas                                           | bronze         |
| 2019 | ÑH / Society for News Design - Capítulo Español (SND-E)              | Novos Personagens da Orla                                                                       | Diarios y Semanarios / Suplementos Completos                              | bronze         |
| 2024 | Prêmio UFC de Jornalismo                                             | “Universidades não estão preparadas para receber quilombolas”                                   | Categoria texto                                                           | 2º lugar       |
| 2025 | Award of Excellence - Society for News Design (SND)                  | Capa do jornal O POVO - "O absurdo das Guerras                                                  | Front Page                                                                | vencedor       |
| 2025 | Award of Excellence - Society for News Design (SND)                  | Capa do jornal O POVO - "G20 - Olhares para o futuro"                                           | Regional/Local                                                            | vencedor       |
| 2025 | Award of Excellence - Society for News Design (SND)                  | Capa do jornal O POVO - "A extrema-direita que ameaça a globalização"                           | Front Page                                                                | vencedor       |
| 2025 | II Prêmio Boehringer Ingelheim de Jornalismo                         | "AVC, risco silencioso: como reconhecer e agir diante de um"                                    | Impresso                                                                  | vencedor       |

## Outros Projetos
- capa do livro “A traição das elegantes pelos pobres homens ricos”, de Ana Karla Dubiela
- capa do livro “Um coração postiço”, de Ana Karla Dubiela
- capa do livro “As mobilizações do gênero pela Ditadura Militar Brasileira”, de Ana Rita Fonteles e Meize Lucas
- projeto gráfico do livro “Painéis de Aquiraz - Jóias da arte popular do Ceará colonial”, de Lúcia Helena Galvão
- projeto gráfico do livro “Pedro Freitas - A vitória do trabalho”, de Ana Karla Dubiela
- projeto gráfico e ilustrações do livro “Filha de coelha, girafa é”, com textos de Demitri Túlio
- projeto gráfico do jornal “Extra”, voltado para brasileiros na Costa Leste americana
- projeto gráfico do jornal da ANJ
- identidade visual do 57º Prêmio Esso de Jornalismo[29]
- pôster do filme "Los minutos, las horas", de Janaína Marques
- projeto gráfico do livro "As Cidades de Rubem Braga e W. Benjamin", de Ana Karla Dubiela
- identidade visual do filme curta-metragem Aqueles Dois,[30] de Émerson Maranhão[31]
- Projeto gráfico e edição de arte do livro “Caso porque te amo, mato porque me amo”, de Ana Márcia Diógenes.